# 亨德里克斯鎮區 (堪薩斯州學托擴縣)
亨德里克斯鎮區（英語：Hendricks Township）為美國堪薩斯州學托擴縣轄下的鎮區。2010年美国人口普查中該鎮區人口有143人。

## 地理
亨德里克斯鎮區涵蓋面積142.44平方（55.00平方英里），境內設有一座城市：埃爾金。

### 墓園
根據美國地質調查局的資料，此鎮區擁有4座墓園：
- 德巴斯克墓園（De Busk Cemetery）
- 埃爾金墓園（Elgin Cemetery）
- 穆爾普雷里墓園（Moore Prairie Cemetery）
- 威爾遜墓園（Wilson Cemetery）

### 溪流
通過此鎮區的溪流有：
- 巴澤德溪（Buzzard Creek）
- 格蘭特溪（Grant Creek）
- 小錫達溪（Little Cedar Creek）
- 錫卡莫爾溪（Sycamore Creek）
- 西錫達溪（West Cedar Creek）

## 人口統計
根據2010年美國人口普查，亨德里克斯鎮區人口有143人，住房101戶，人口密度為1人/每平方公里。此鎮區居民之種族有88.11%為白人；0.7%為非裔美國人；4.9%為美洲原住民；0%為亞裔美國人；0%為太平洋島民；0%為其他種族；另外有6.29%為混血種族。而西班牙裔或拉丁裔美洲人佔此鎮區人口的0.7%。

## 外部連結
- City-Data.com （页面存档备份，存于）